# Hypochnella
Hypochnella is een monotypisch geslacht van schimmels behorend tot de familie Atheliaceae. Het bevat alleen  de soort Hypochnella violacea.